# Curarea candicans
Curarea candicans là một loài thực vật có hoa trong họ Biển bức cát. Loài này được (Rich. ex DC.) Barneby & Krukoff mô tả khoa học đầu tiên năm 1971.